# 刘振君
刘振君，中国职业画家、童书制作人。2007年成立老渡江工作室，并以工作室和个人身份出版插图图书和绘本。多本图书被新加坡国立图书馆收录。

## 奖项
- 《美丽中国系列》（安徽卷）获得2021年第五届中国出版政府奖[2]
- 《一颗子弹的飞行》（白冰/文  刘振君/图）获得“2019陈伯吹儿童文学奖”年度图书（绘本）奖[3][4]，入选2018年第55届意大利博洛尼亚国际儿童书展（英语）中国原创插画[5][6]。
- 《丁丁当当》系列图书7册（曹文轩/文  刘振君/图）获得2015年 IBBY（英语）颁发的全球最优秀儿童图书奖[7]，中国出版协会第五届中华优秀出版物奖[8]，入选2014年中外优秀儿童插画联展。

## 代表作品
- 《金色长龙》（威廉 林赛（英语）/文 刘振君/图）[9][10][11]
- 《美丽中国·从家乡出发-安徽正在说》
- 《姊妹坡》
- 《一颗子弹的飞行》
- 《第十一根红布条》
- 《丁丁当当：黑痴白痴》
- 《丁丁当当：盲羊》
- 《丁丁当当：跳蚤剧团》
- 《丁丁当当：山那边还是山》
- 《丁丁当当：草根街》
- 《丁丁当当：黑水手》
- 《丁丁当当：蚂蚁象》